# Székelyzsombor
Székelyzsombor (1899-ig Zsombor, románul: Jimbor, németül: Sommerburg, erdélyi szász nyelven Sommerburch) falu Romániában Brassó megyében.

## Fekvése
Kőhalomtól 17 km-re északkeletre a Kis-Homoród két partján fekszik. 1968 óta Brassó megyéhez, Homoródhoz tartozik.

## Nevének eredete
Neve a magyar Zsombor nemzetségnévből származik, ez pedig a szláv zsombor (= bölény) főnévből származik.

## Története
1488-ban Sumerburch néven említik először. A hagyomány szerint a falu eredetileg szász telepítésű volt, de egy pestisjárványt követően homoródalmási és homoródszentmártoni székelyek, 1502-ben pedig újabb 16 jobbágycsalád telepedett a faluba. A török-tatár betörések következtében szász lakossága teljesen kipusztult és helyükre is székelyek érkeztek. Vára a 15. században a Várhegyen épült terméskőből, először 1692-ben említik. A 18. században jelentőségét veszítve 1818-ban a külső falgyűrűt lebontották. Ma elhanyagolt állapotban áll.
1910-ben 1189, túlnyomórészt magyar lakosa volt. A trianoni békeszerződésig Udvarhely vármegye Homoródi járásához tartozott.

## Látnivalók
- Evangélikus temploma középkori eredetű, 1746-ban egy tűzvész után helyreállították, 1788-ban újjáépítették. Tornya 1908-ban készült. 1540 és 1550 között készült szárnyasoltára a kolozsvári Erdélyi Múzeumba került.
- Római katolikus temploma 1782-ben épült, de valószínűleg 13. századi eredetű.
- A templomdombon áll Nyirő József székelyzsombori születésű író 2004-ben avatott mellszobra.
- Ortodox temploma 1905-ben épült.
- A várhegyen álló parasztvár.
- Az utcakép.

## Híres emberek
- Itt született 1889-ben Nyirő József regényíró, nyilas politikus

## Galéria

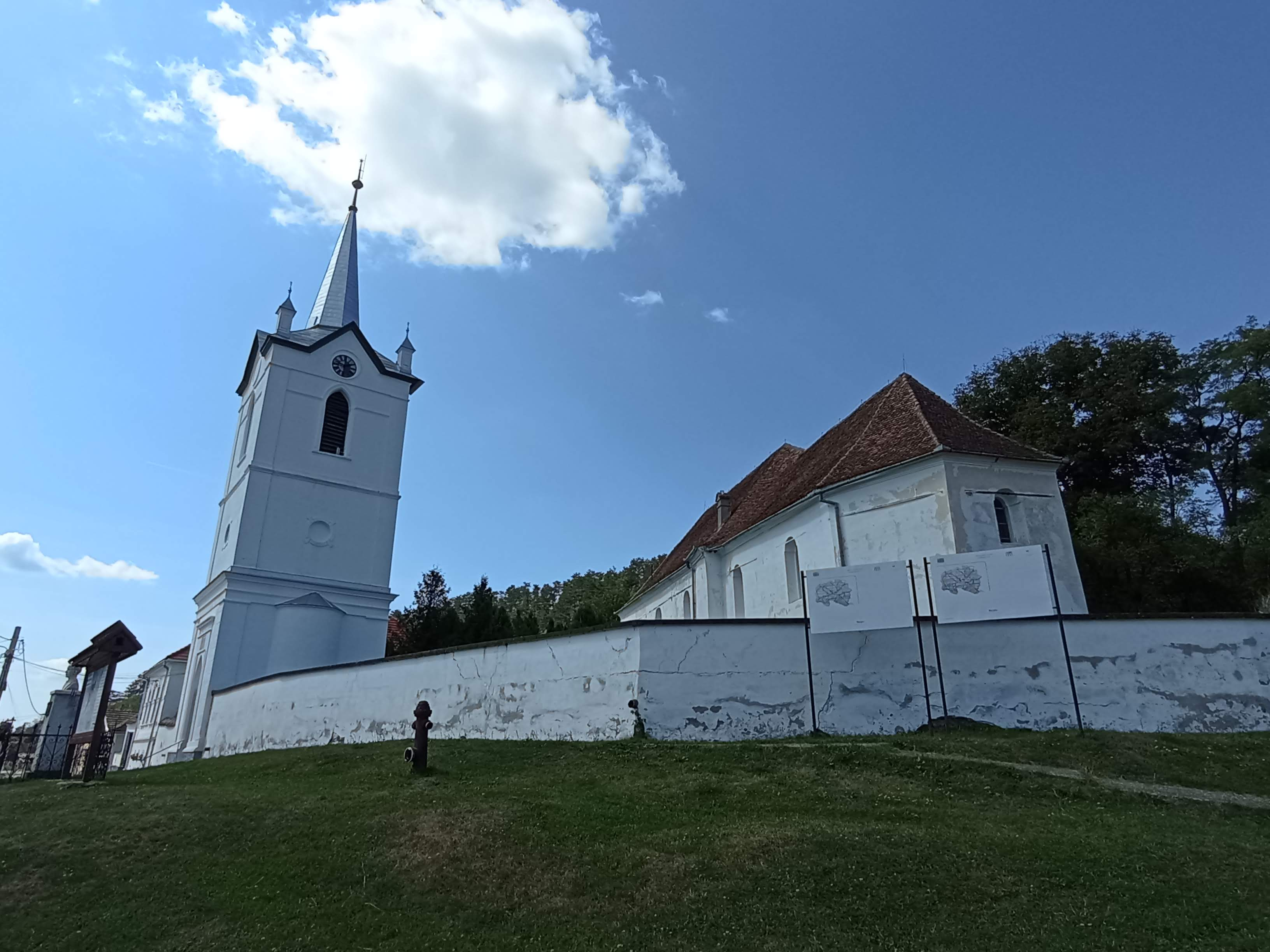
Evangélikus-lutheránus templom, 2023
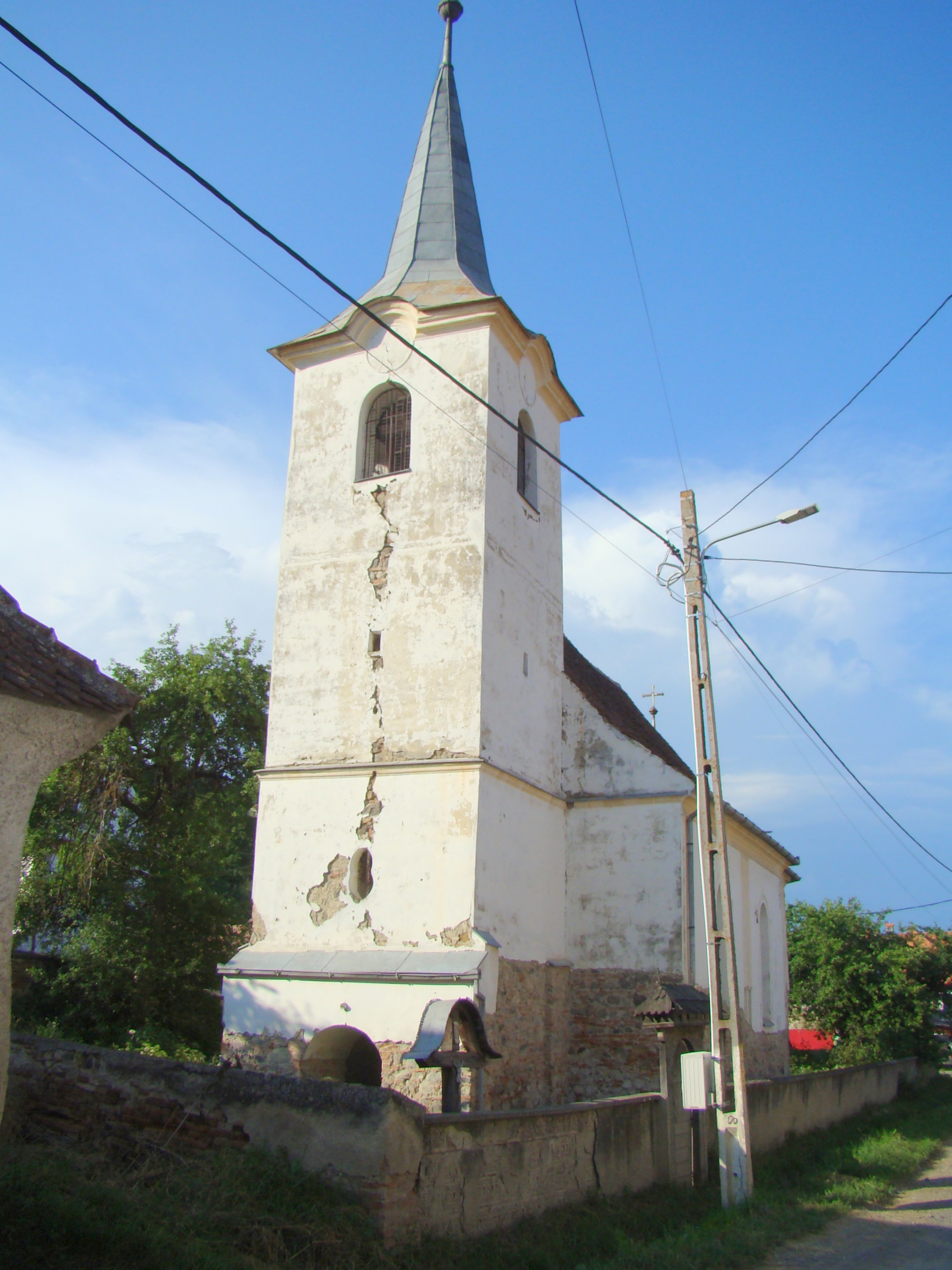
Római-katolikus templom, 2019
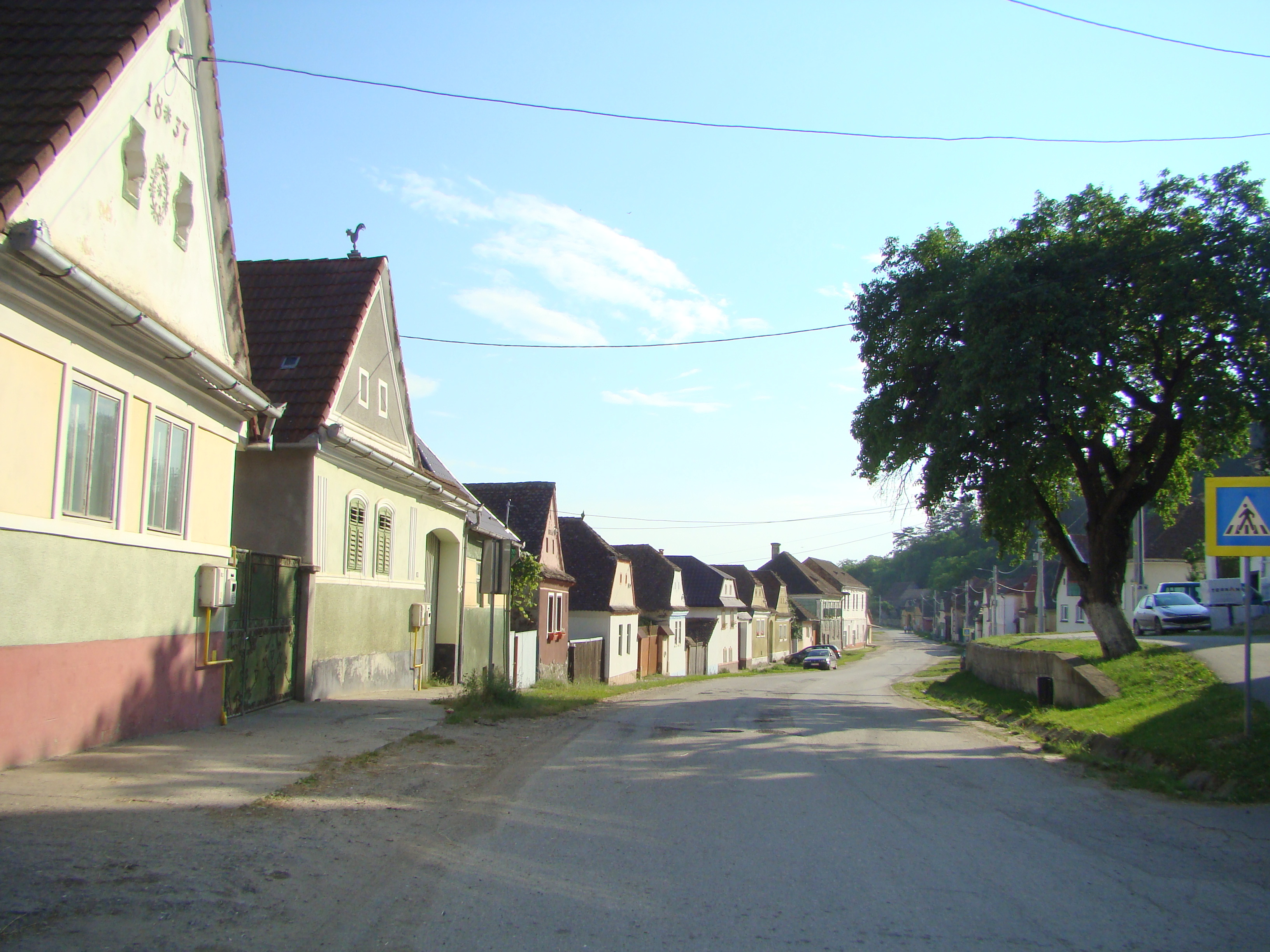
A falu főutcája
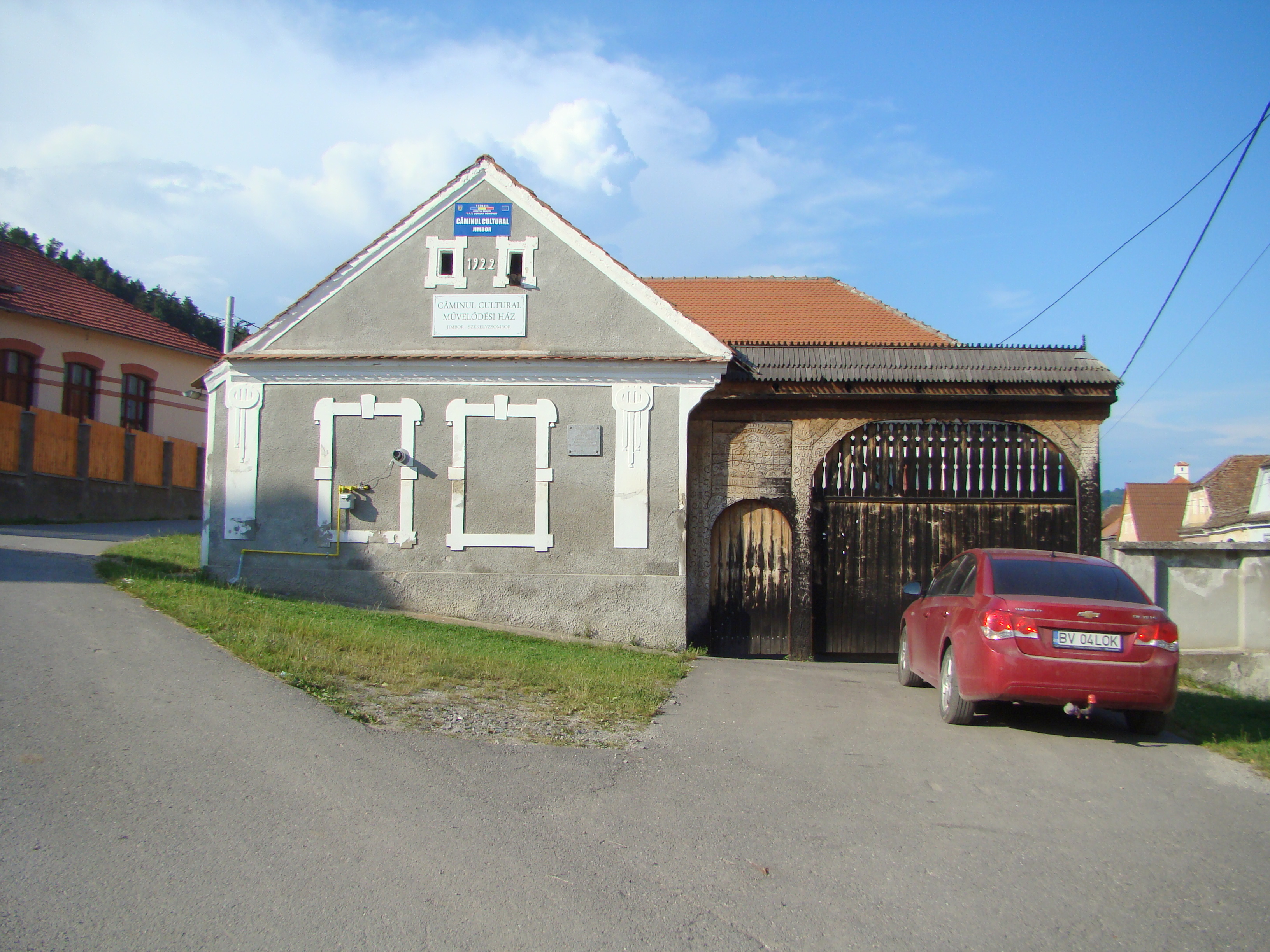
A helyi kultúrotthon
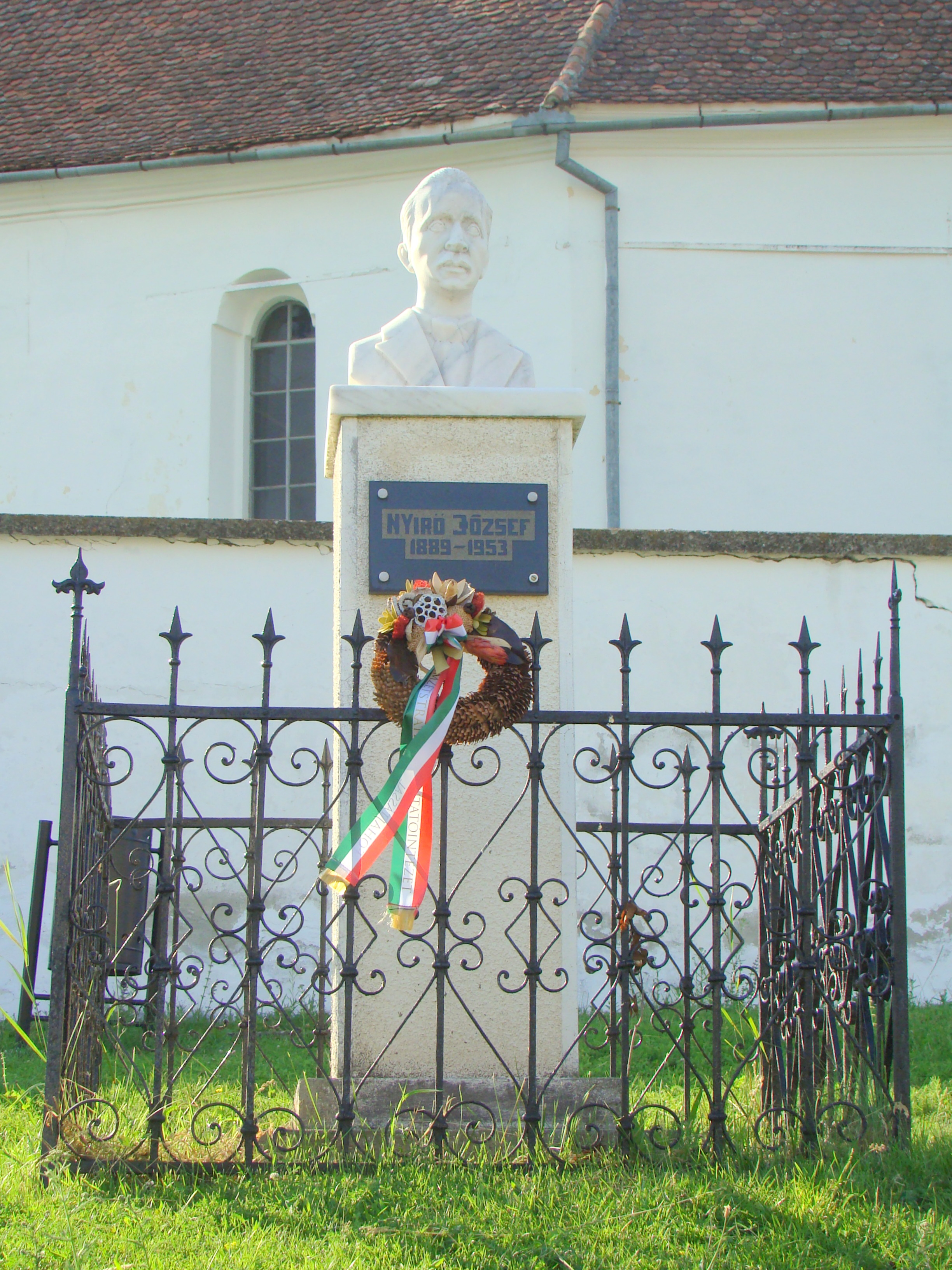
Nyírő József szobra
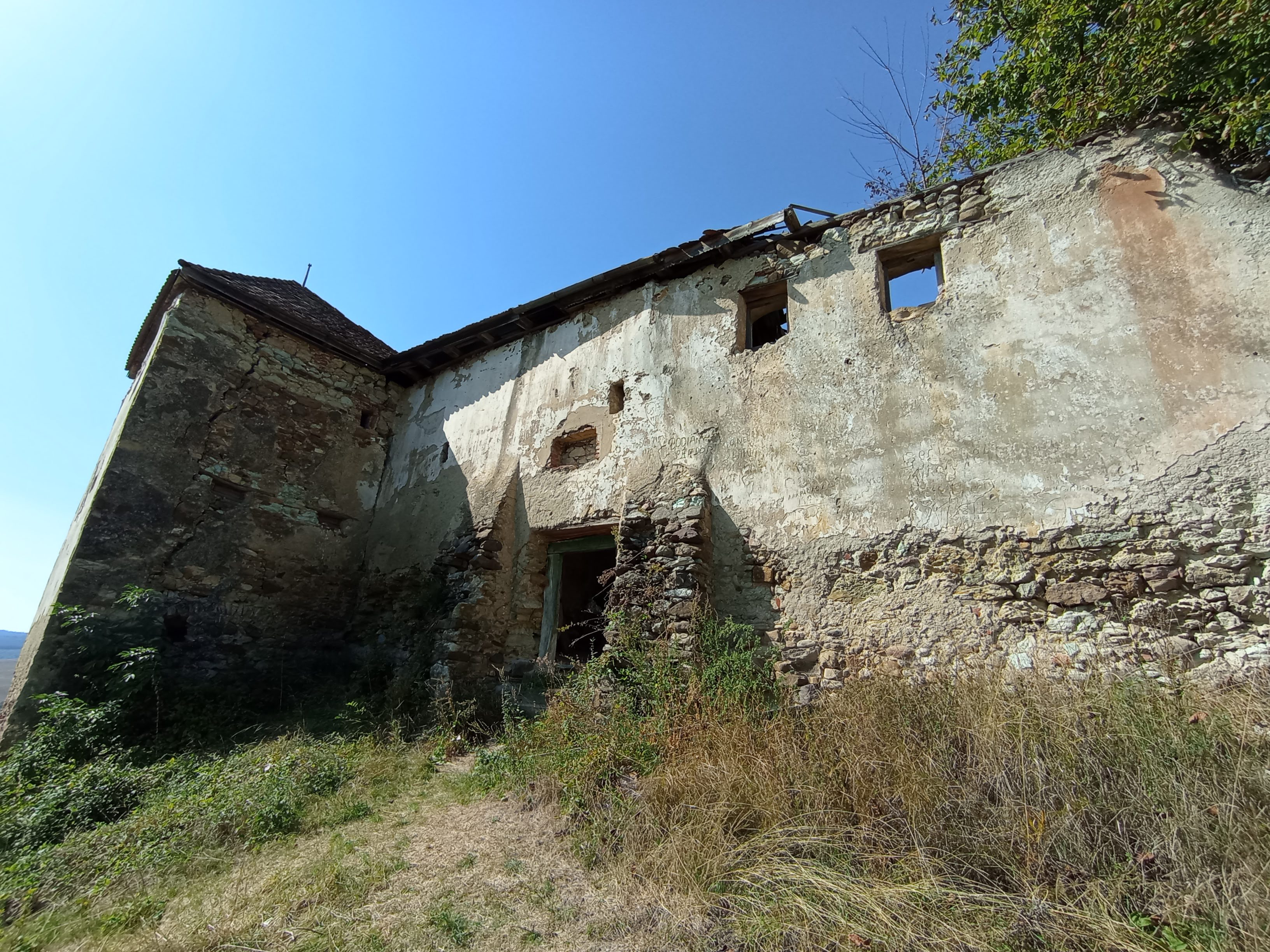
Parasztvár, a falu őrszeme
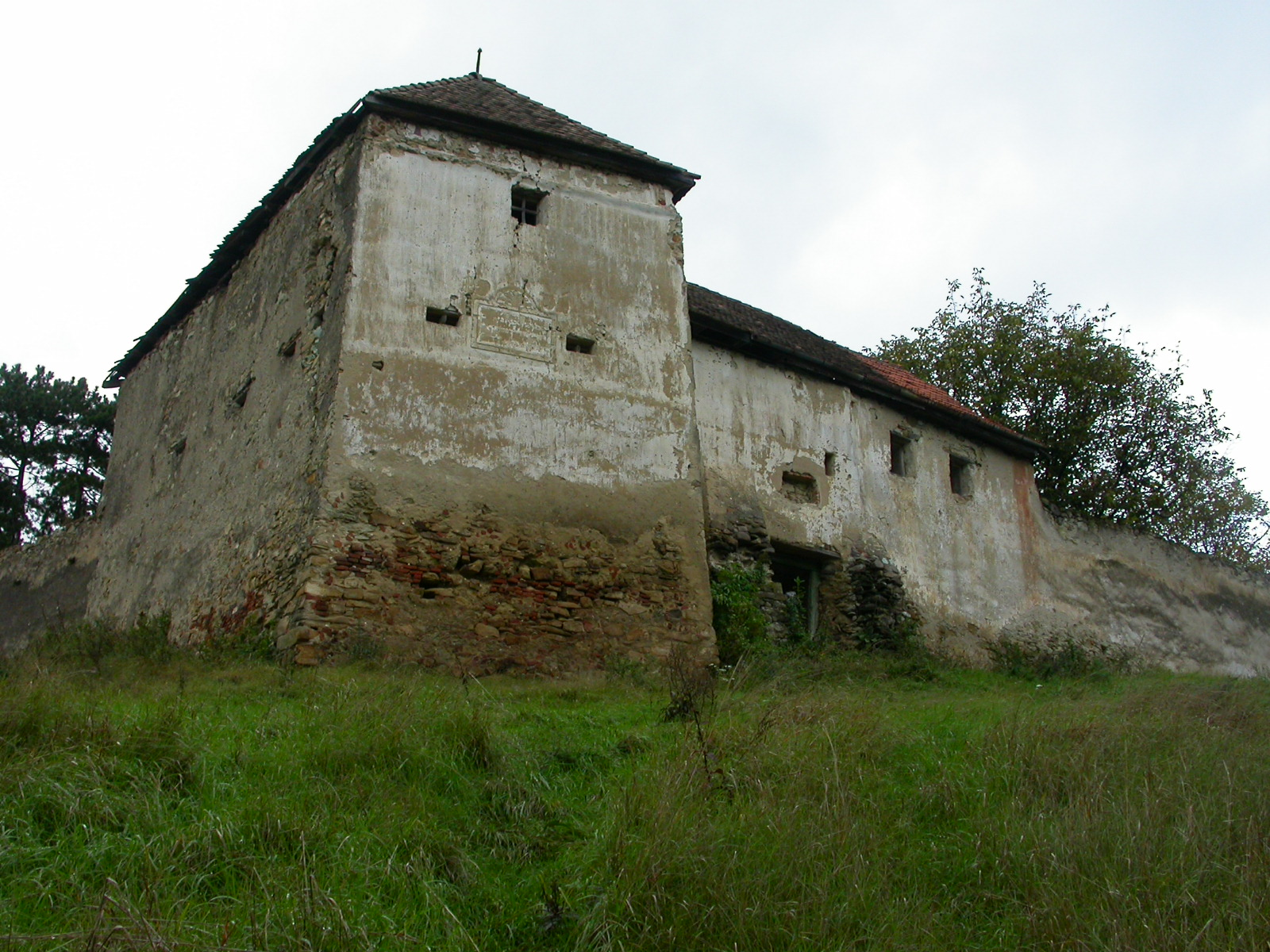
A vár egyik bástyája
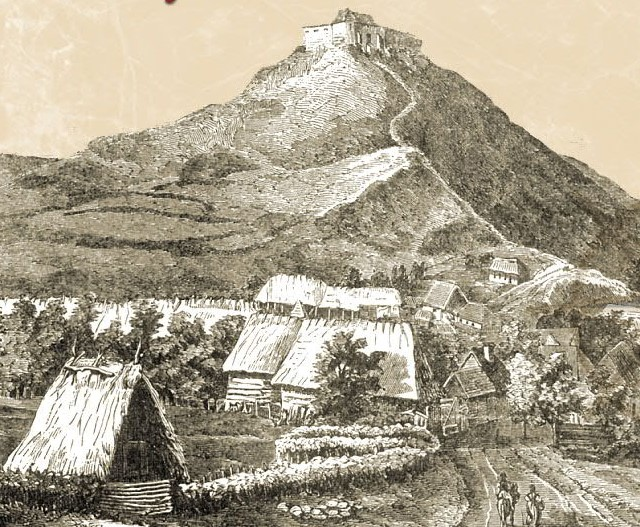
A falu a 19. században (metszet)